# Calliope
Trong thần thoại Hy Lạp, Calliope ( /kəˈlaɪəpiː/ kə-LY-ə-pee ; tiếng Hy Lạp cổ: Καλλιόπη, đã Latinh hoá: Kalliópē, n.đ. 'beautiful-voiced') là Nàng thơ đại diện tài hùng biện và sử thi. Hesiod và Ovid gọi cô là "Thủ lĩnh của tất cả các bà mẹ".

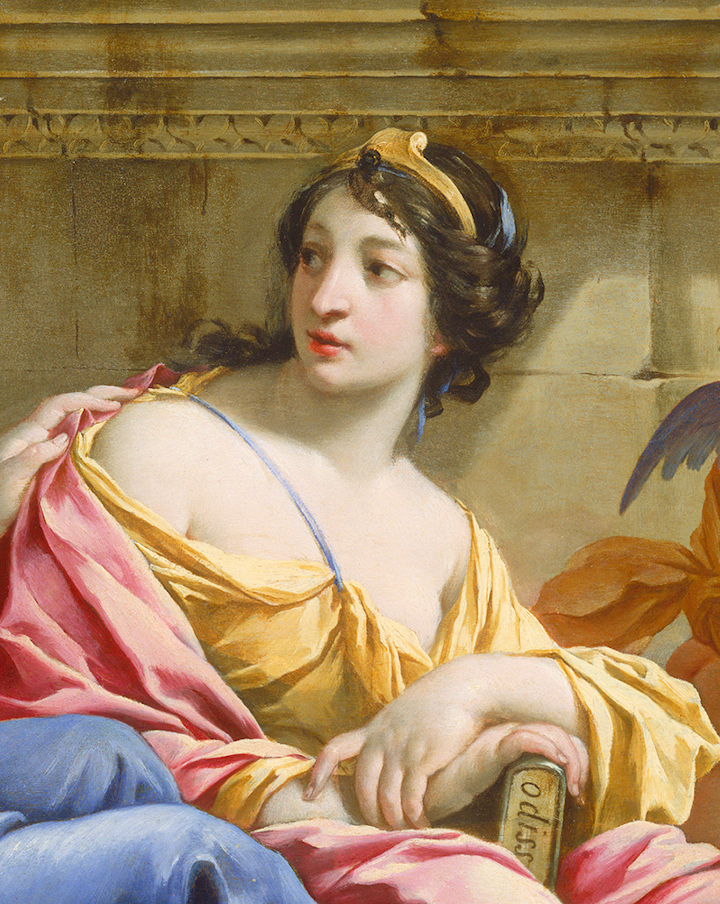
Bức tranh Muses Urania và Calliope của Simon Vouet. Trong tranh, cô ấy giữ một bản sao của Odyssey

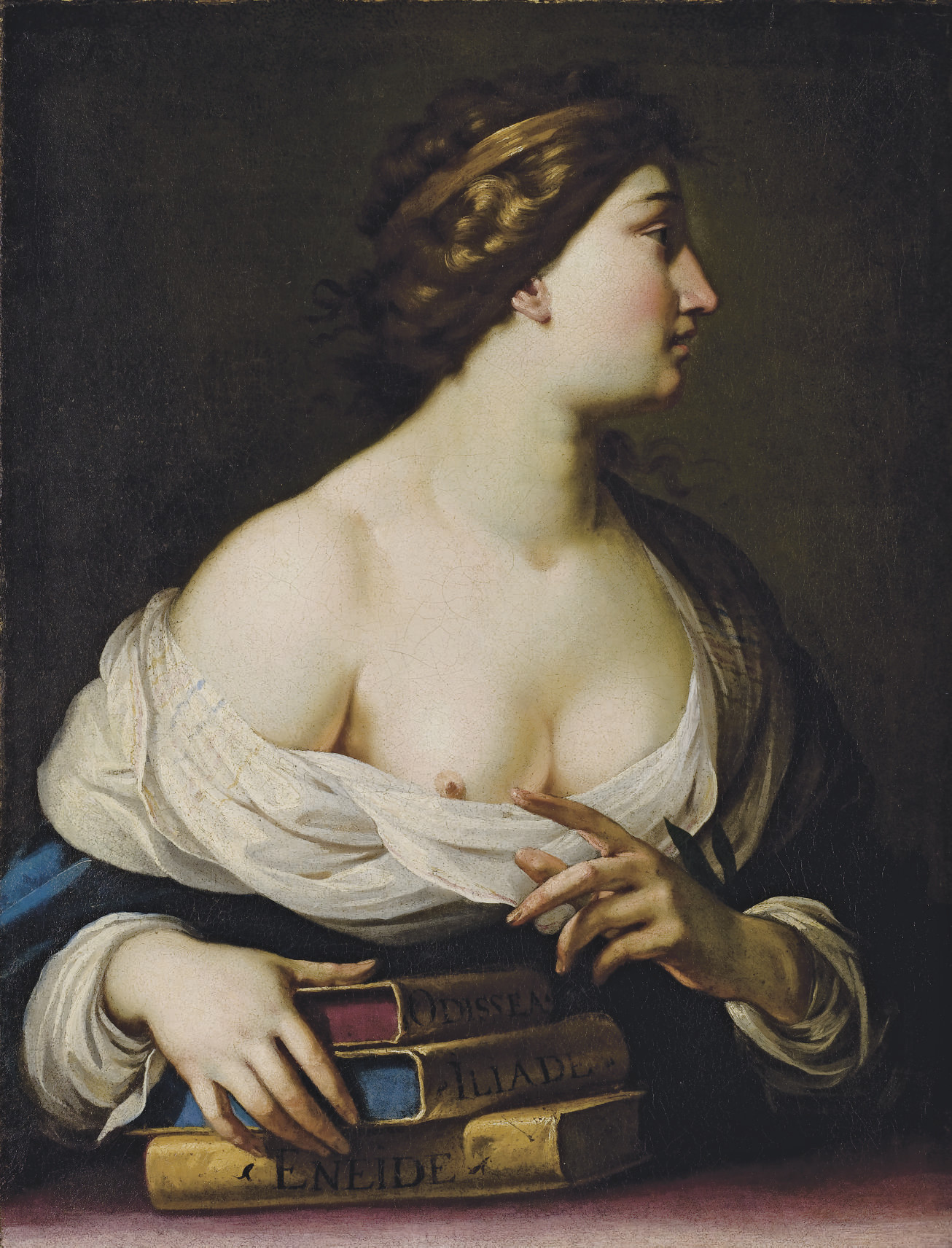
Calliope, muse de l'éloquence et de la poésie épique

## Thần thoại
Calliope có hai người con trai nổi tiếng với Apollo hoặc Vua Oeagrus của Thrace là Orpheus  và Linus. Theo Hesiod, cô cũng là người khôn ngoan nhất trong số các Nàng thơ, cũng như là người quyết đoán nhất. Calliope kết hôn với Oeagrus ở Pimpleia, một thị trấn gần đỉnh Olympus. Cô được cho là đã đánh bại các con gái của Pierus, vua của Thessaly, trong một trận đấu ca hát, và biến họ thành những con chim ác là để trừng phạt của họ.
Trong một số tài liệu, Corybantes là con trai của Calliope và Zeus.

## Mô tả
Calliope thường được thể hiện với một bảng viết trên tay. Đôi khi, cô được miêu tả mang theo một cuộn giấy hoặc một cuốn sách, hoặc đội một chiếc vương miện bằng vàng. Cô cũng được mô tả với các con của mình.
Nhà thơ người Ý Dante Alighieri, trong tác phẩm Divine Comedy, đã đề cập đến Calliope:
Here rise to life again, dead poetry!
Let it, O holy Muses, for I am yours,
And here Calliope, strike a higher key,
Accompanying my song with that sweet air
which made the wretched Magpies feel a blow
that turned all hope of pardon to despair